# 鄧翰
鄧翰（1461年—？年），字希召，四川成都府內江縣人，民籍，治《詩經》，明朝政治人物。

## 生平
四川鄉試第四十三名舉人。弘治十五年（1502年）中式壬戌科三甲第一百零二名進士。

## 家族
曾祖鄧志忠；祖父鄧瑔；父鄧九經]]，衛經歷。母黃氏；繼母黃氏。